# Ніхон Хіданкьо
Японська конфедерація організацій постраждалих від атомної і водневої бомб (Nihon gensuibaku higaisha dantai kyōgi-kai (яп. 日本原水爆被害者団体協議会), також відома за абревіатурою Ніхон Хіданкьо (яп. 日本被団協, Nihon Hidankyō) — рух, заснований у 1956 році постраждалими від ядерних бомбардувань японських міст Хіросіма та Нагасакі, спрямований на тиск на японський уряд з метою захисту прав і лобіювання заборони використання ядерної зброї.
Його члени працювали над підвищенням обізнаності щодо катастрофічних гуманітарних наслідків застосування ядерної зброї. Ніхон Хіданкьо надала тисячі показань свідків, випустила резолюції та публічні звернення, а також щорічно направляла делегації в ООН та на різні мирні конференції, щоб нагадати світу про нагальну необхідність ядерного роззброєння. Як наслідок з’явилася міжнародна норма, що застосування ядерної зброї морально неприйнятне («ядерне табу»).
Щонайменше тричі — у 1985, 1994 та 2015 роках — Міжнародне бюро миру (IPB) номінувало Ніхон Хіданкьо на Нобелівську премію миру.
Зрештою, у 2024 році організація була нагороджена Нобелівською премією миру за «за зусилля, спрямовані на створення світу, вільного від ядерної зброї, і за свідчення, які нагадують про те, що ядерна зброя ніколи не повинна бути використана знову».